# Groenewegje

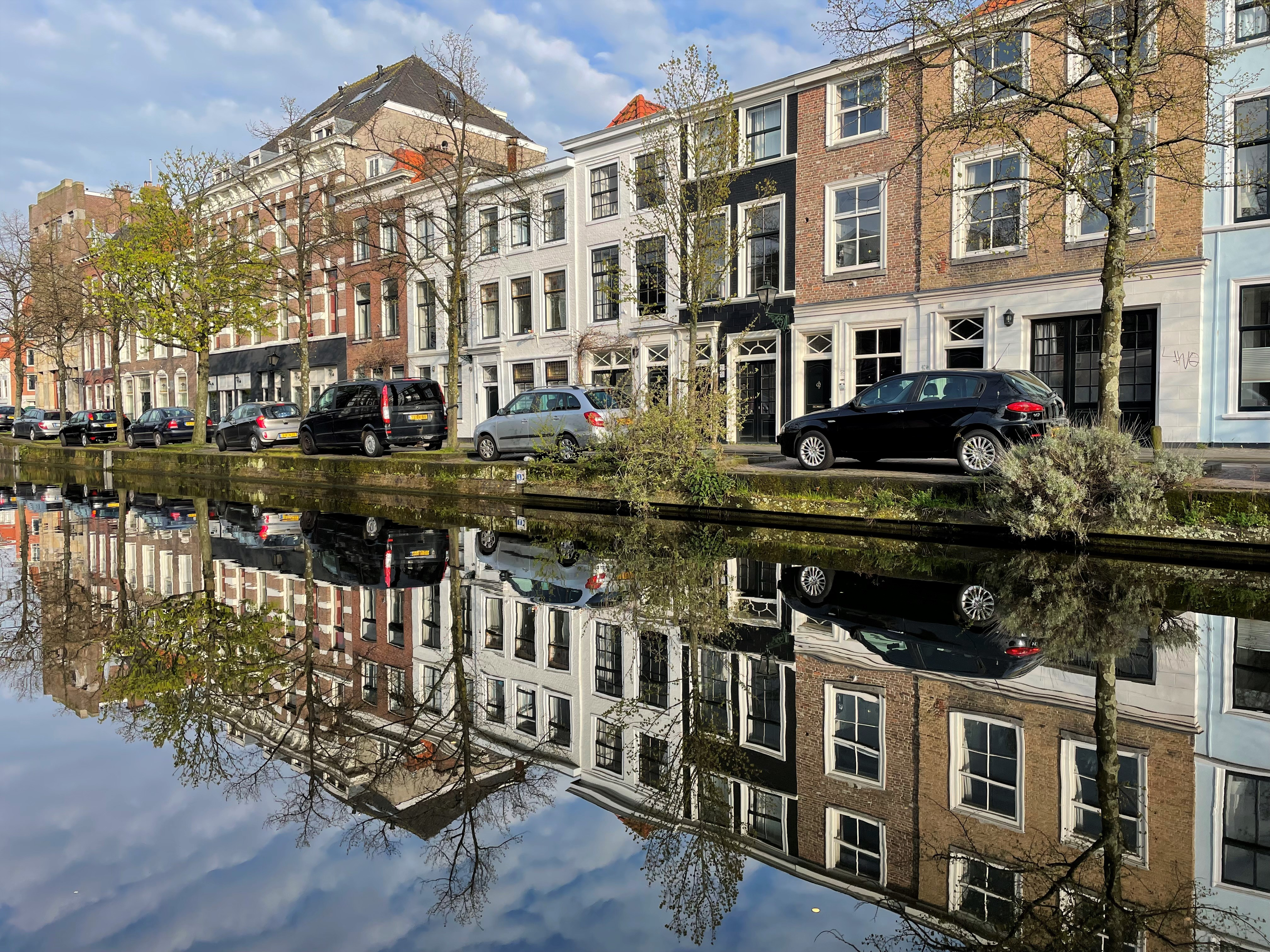
Groenewegje, aan de Zuid Singelsgracht

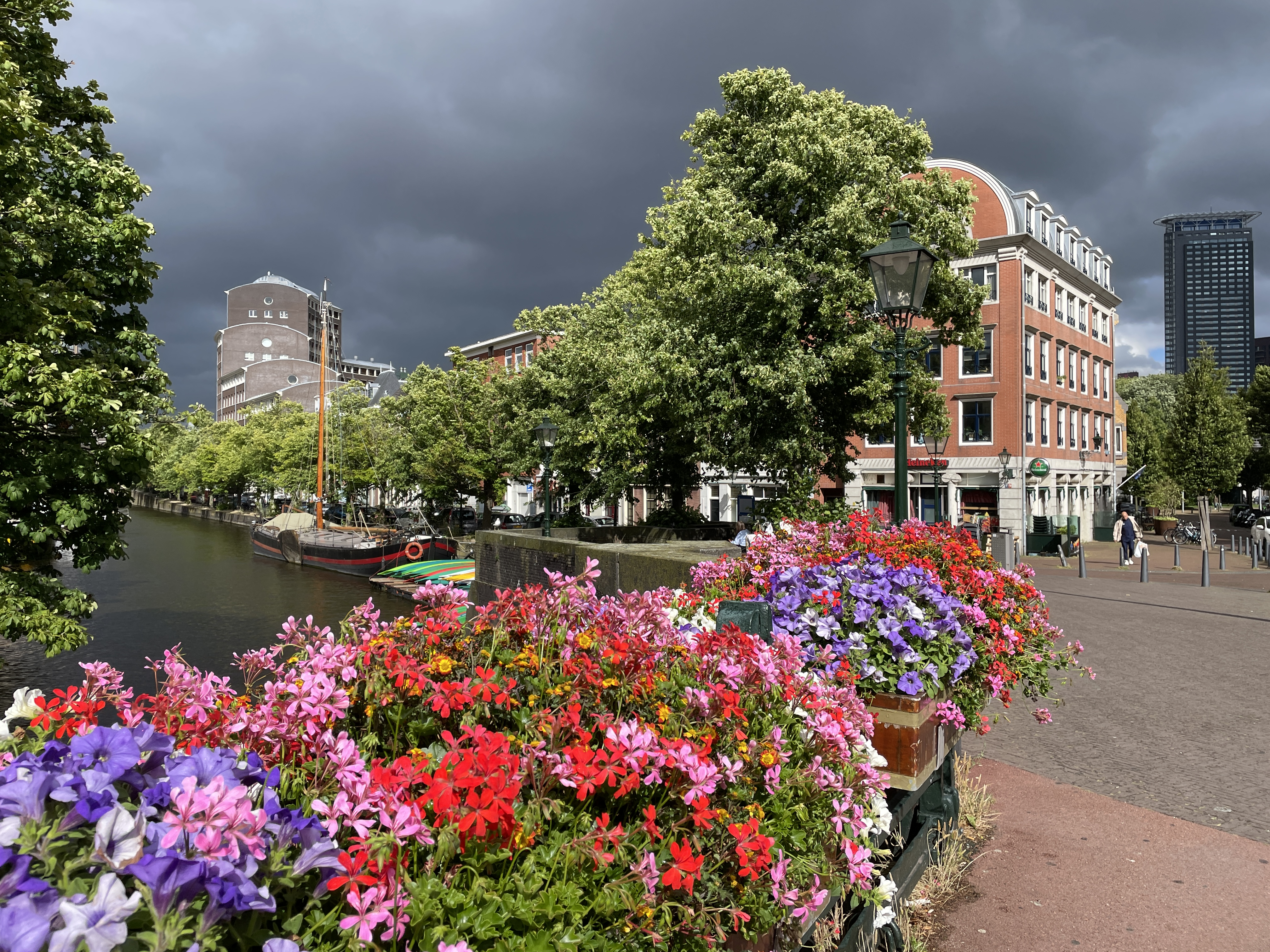
Het Groenewegje (onder de bomen) gezien vanaf de Wagenbrug

't Groenewegje is een oude kade aan de noordoostgrens van de stationsbuurt van Den Haag. Hij loopt van de Koningsstraat naar het groene. Aan de overkant heten de kades van west naar oost de Zuidwal, de Dunne Bierkade en de Bierkade. Bij de Bierkade was de gracht breed genoeg om als haven te worden gebruikt, tegenwoordig onder meer door een Rondvaart organisatie en partikulieren.
't Groenewegje wordt doorkruist door de Spinozastraat en de Stationsstraat. Beide straten veranderen van naam waar zij 't Groenewegje kruisen.

## Geschiedenis
Lange tijd vormden de huizen aan 't Groenewegje, de Bocht van Guinea en het Zieken de enige bebouwing in dit verder uit weilanden bestaande stadsdeel van Den Haag, net buiten de Haagse grachtengordel.
Het Zieken is een kade langs de Zieke, en is het verlengde van het Spui. De Zieke verbond het Spui met de Delftsche Vliet. Sinds het midden van de 15de eeuw was het Leprooshuis in een ommuurd complex aan het Zieke gevestigd. De melaatsen mochten over het Zieken wandelen. Het verkeer dat vanuit de Wagenstraat naar Delft wilde gaan, mocht daar niet komen, en zo kwam de Bocht van Guinea tot stand, die ging met een bocht om het Zieken heen. Toen er eind 16de eeuw geen melaatsen meer waren sloot men het Leprooshuis. Het werd een soort bejaardenhuis.
In 1592 werd het Zieken voor verkeer opengesteld, waarna er ook schepen aan de kade van 't Groenewegje en de Bierkade aanlegden.

### 17de eeuw
De overkant van 't Groenewegje heet de Bierkade. In de 17de eeuw werd 't Groenewegje 'Over de Bierkaay' genoemd.
In 1637 werd de Gemeentewerf gevestigd op de hoek van het Zieken en 't Groenewegje. In 1955 vestigde de Dienst der Gemeentewerken zich in een nieuw gebouw op deze hoek. Nadat deze dienst samenging met Dienst Stadsbeheer, werd er door architect Charles Vandenhove een modern wooncomplex neergezet.
In 1643 kocht Jacob Ariens Groenewech er twee erven en huizen. Mogelijk werd 't Groenewegje naar hem genoemd want daarvoor had het nog geen naam, en sprak men over het wegje.

### 18de eeuw
Vlak bij 't Groenewegje kwam in de 18de eeuw een stadsherberg waar de trekschuiten aanlegden voordat ze naar Delft gingen.
Aan 't Groenewegje werden een aantal hofjes gebouwd, waarvan er nog eentje bestaat. In 1914 werden een aantal hofjes afgebroken door N.V. Maatschappij 'De Zuidzijde'.
In 1917 werd het Korte Groenwegje onderdeel van 't Groenewegje.

### 21ste eeuw
't Groenewegje maakt tegenwoordig deel uit van Avenue Culinair (sinds 2021 "De Gracht") waar meerdere restaurants gevestigd zijn waaronder voorheen ook restaurant Ganzenest. Veel van de gevels zijn uit de 17de eeuw. Achter de gevels zijn vaak moderne appartementen.
Straten: Achterom · Alexanderstraat · Van Alkemadelaan · Amaliastraat · Amsterdamse Veerkade · Benoordenhoutseweg · Bezuidenhoutseweg · Cantaloupenburg · Denneweg · Fluwelen Burgwal · Geest · Gravenstraat · Groenewegje · Groot Hertoginnelaan · Grote Marktstraat · Herengracht · Heulstraat · Hogewal · Hooigracht · Javastraat · Juffrouw Idastraat · Kazernestraat · Kneuterdijk · Korte Vijverberg · Korte Voorhout · Laan Copes van Cattenburch · Laan van Meerdervoort · Laan van Nieuw Oost-Indië · Lange Beestenmarkt · Lange Poten · Lange Vijverberg · Lange Voorhout · Lijnbaan · Mallemolen · Mauritskade · Melis Stokelaan · Van Merlenstraat · Molenstraat · Nassaulaan · Nieuwe Haven · Nieuwe Schoolstraat · Nieuwe Uitleg · Nobelstraat · Noordeinde · Oude Boomgaardstraat · Oude Molstraat · Parkstraat · Paviljoensgracht · Piet Heinstraat · Prinsegracht · Prinsessegracht · Prinsestraat · Rijswijkseweg · Riouwstraat · Schalk Burgerstraat · Schedeldoekshaven · Schelpkade · Schenkkade · Scheveningseveer · Scheveningseweg · Schuddegeest · Slijkeinde · Smidswater · Sophialaan · Sportlaan · Spui · Spuistraat · Surinamestraat · Theresiastraat · Torenstraat · Tournooiveld · Trekvlietplein · Turfmarkt · Vaillantlaan · Vondelstraat · Wagenstraat · Weimarstraat · Westeinde · Wijnhaven · Witte de Withstraat · Zeestraat

Pleinen: Alexanderplein
· Anna Paulownaplein
· Bankaplein
· Binnenhof
· Buitenhof
· Burgemeester De Monchyplein
· Clioplein
· Elandplein 
· Esperantoplein
· Groenmarkt
· Grote Markt
· Hofplaats
· Kerkplein
· Koningsplein
· Loosduinse Hoofdplein
· Malieveld
· Muzenplein
· Nassauplein
· Plaats
· Plein
· Plein 1813
· Prins Hendrikplein
· Prinsenvinkenpark
· Regentesseplein
· Rond de Grote Kerk
· Spuiplein
· Tournooiveld
· Vaillantplein
· Varkenmarkt
· Visbanken
· Wijnhaven